# Явін Прайм
Явін Прайм, також відомий просто як Явін (англ. Yavin Prime) — був помаранчевим газовим гігантом діаметром майже 200 000 кілометрів, розташований на територіях Зовнішнього краю. Його хмари прикривали в бою, але смерть чекала на будь-якого пілота, який занурився надто далеко.
Навколо нього оберталося двадцять шість супутників, три з яких могли підтримувати людиноподібне життя, включаючи Явін IV, Явін 8 і Явін 13. Один із цих супутників, Явін IV, який колись був домом для стародавніх воїнів Масасі і використовувався Альянсом повстанців.
Основною гіперсмугою для досягнення Явіна була Хайдіанська дорога; його слідові гіперсмуги включали Пінооранський відріг, петлю Джанкшн-Тірелл і обхід Явіна.

## Історія
В 0 році ДБЯ Тисячолітній сокіл облетів газовий гігант, щоб досягти Явіна IV, де знаходилася штаб-квартира Альянсу за відновлення Республіки. Пізніше Явін IV був майже знищений Зіркою Смерті, бойовою станцією для вбивства планет, спроектованою Галактичною імперією.
Через чотири роки після знищення Альдераана капітан Ведж Антіллес і ескадрилья «Авангард» були відправлені на місію на Явін-Прайм, щоб викрасти зоряний руйнівник II класу «Імперія» «Вікторум», який уже співпрацював з Талус Груп. Зоряний руйнівник був потрібен для секретного проєкту Нової Республіки «Зоряний яструб».